# Matrox
Matrox — канадская компания, производитель графических чипов и видеокарт на их основе для персональных компьютеров.

## Подразделения
- Matrox Graphics специализируется на многомониторных графических платах.
- Matrox Video предлагает решения для любительского и профессионального цифрового видеомонтажа и телевещания.
- Matrox Imaging производит компоненты, ПО и системы машинного зрения.
- Matrox Networks занималось активным сетевым оборудованием.

## Драйверы
Для поддержки ОС Unix и Linux, Matrox выпустила только бинарные драйверы для большинства своих продуктов, а также драйверы с частично доступным исходным кодом для видеокарт на основе чипа G550, работающие совместно с Блобами.
В дополнение к закрытым драйверам, сообщество разработчиков DRI выпустило полностью GPL-совместимые драйверы для большого числа видеокарт Matrox.
 Архивная копия от 28 декабря 2007 на Wayback Machine

## Список видеокарт Matrox
(Неполный список)
- Matrox Ultima
- Matrox Impression
- Matrox Mystique
- Matrox Millennium
- Matrox Mystique 220
  - Matrox Mystique 220 Business
- Matrox Millennium II[1]
- Matrox m3D
- Matrox Productiva G100
  - Matrox Productiva G100 MMS
- Matrox Mystique G200
- Matrox Millennium G200
  - Matrox Millennium G200 LE
  - Matrox Millennium G200 DVI
  - Matrox Millennium G200 MMS
- Matrox Marvel G200
- Matrox Millennium G250
  - Matrox Millennium G250 LE
- Matrox Millennium G400
  - Matrox Millennium G400 MAX
- Matrox Marvel G400
- Matrox Millennium G450
  - Matrox Millennium G450 DVI
  - Matrox Millennium G450 MMS
  - Digital First Millennium G450
- Matrox Marvel G450 eTV
- Matrox Millennium G550
  - Digital First Millennium G550
  - Matrox Millennium G550 DVI
  - Matrox Millennium G550 Dual-DVI
  - Matrox G550 PCIe X1
- Matrox Digisuite
  - Matrox Digisuite
  - Matrox Digisuite LE
  - Matrox Digisuite LX
  - Matrox Digisuite DTV
- Matrox RT
  - Matrox RT2000 (1999)
  - Matrox RT2500
- Matrox Parhelia (2002)[2]
  - Matrox Millennium P650
  - Matrox Millennium P750
  - Matrox Parhelia-512 (2003)
  - Matrox Parhelia PCI
  - Matrox Parhelia HR256
  - Matrox Parhelia Precision SGT
  - Matrox Parhelia QID/QID PRO
  - Matrox APVe X16
  - Matrox QID PCIe X16
  - Matrox P650 PCIe X16
- Matrox Axio
  - Matrox Axio HD
  - Matrox Axio SD
  - Matrox Axio LE
- Matrox RT.X2
- Matrox Extio — внешняя многомониторная видеокарта
- Matrox DualHead2Go
- Matrox TripleHead2Go